# Glutamato Ye-Yé
Glutamato Ye-Yé est un groupe de pop rock espagnol, originaire de Madrid. Après s'être séparé en 1987, le groupe revient 21 ans plus tard, en 2008, et continue ses concerts à l'échelle nationale.

## Biographie
Le groupe est formé en 1979 par Ramón Recio, Iñaki Fernández, Manuel Patacho Recio, et Alberto Haro qui les rejoignent ensuite. Plusieurs autres membres du groupe ont joué dans le groupe, Ramón Recio (paroles), Iñaki Fernández (voix), Patacho (guitare), Eugenio Haro (guitare), Jacinto Golderos (basse) et Carlos Durante (batterie).
Après avoir joué dans de nombreux bars de Madrid, ils signent en 1981 avec le label Spansuls. Ils enregistrent un premier EP en 1982, qui comprend le morceau Un hombre en mi nevera. Alors qu'Iñaki doit faire son service militaire, leur premier album est publié sous le titre Zoraida. En 1982, Ramón crée le label Goldstein, qui donne à ce groupe la stabilité nécessaire pour jouer dans les salles et enregistrer des chansons telles que Comamos cereales. 
Alors que Pancoca, distributeur de Goldstein, fait faillite, le label disparait également, mais Glutamato Ye-Yé rejoint Ariola Records, un grand label. En 1984, ils enregistrent un album qui comprend la chanson ironique Todos los negritos tienen hambre y frío, qui devient un classique du groupe. Ils se popularisent rapidement, et la chanson se vend se à environ 40 000 exemplaires. L'année durant laquelle ils enregistrent Guapamente, ils décident de participer aller à l'Eurovision. En 1986, ils enregistrent également Vive Subida, toujours distribué par Ariola, un album dans lequel leur son devient plus rock avec des chansons comme Ey, tío. À ce moment-là, Eugenio Haro Ibars avait déjà quitté le groupe pour fonder un autre groupe : Ciudad Jardín, en compagnie de Rodrigo de Lorenzo.
En 1986, le groupe se dissout, se réunissant en 1987 pour donner un concert d'adieu. Dès lors, les membres se consacrent à des projets parallèles ou en solo. Iñaki Fernández forme avec Ricardo del Castillo le groupe Iñaki y Los Beatos, avec lequel il enregistre un EP avant de se rebaptiser Los Pecadores.
Le 23 mai 2008, le groupe se réunit pour un concert à la sala Joy Eslava de Madrid après 20 ans d'inactivité,. Dès lors, le groupe joue à divers endroits du pays.

## Discographie

### Albums studio
- 1982 : Zoraida (Dro)
- 1984 : Todos los negritos tienen hambre y frío (Ariola)
- 1985 : Guapamente (Ariola)
- 1986 : Vive subida (Ariola)

### EP et singles
- 1982 : Corazón loco (DRO)
- 1983 : Comamos cereales, (single) (Goldstein)
- 1991 : Conjuro a medias (La Fábrica Magnética)

### Compilations
- 2001 : Grandes éxitos, inéditos y rarezas (Ventura)
- 2011 : Vaya Cristo (compilation)